# 張嘯林

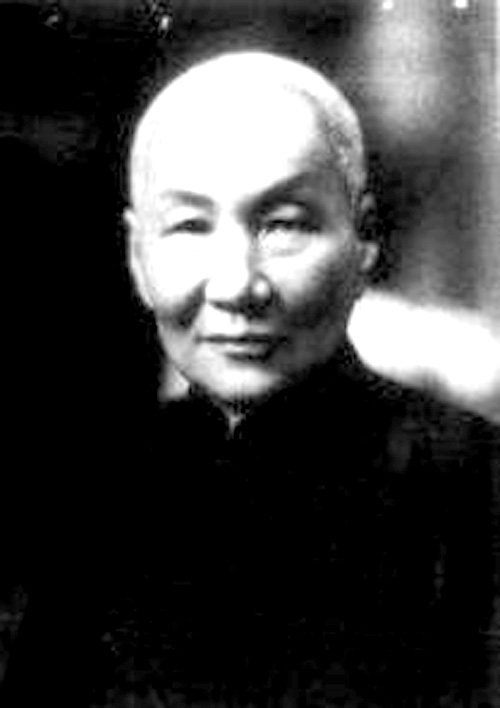
張嘯林

張 嘯林（ちょう しょうりん、1877年 - 1940年8月14日）は、中華民国の犯罪組織「青幇」の首領。1920年代から1930年代にかけて杜月笙・黄金栄とともに上海暗黒街の三大ボスとして君臨した。
浙江省出身。早くに父を亡くし貧しい生活をおくる。20歳で杭州に一家で移り警察学校に入学して軍閥関係者と親しくなった。その後、チンピラとなり上海に移って青幇に入会し勢力を拡大。知り合った黄金栄、杜月笙とアヘン売買の会社を設立し巨額の利益を得た。1927年4月、3人で中華共進会を結成し、共産党を弾圧した上海クーデターに参加。その功績から高い地位を与えられた。しかし、1937年の日本軍の上海占領が起こると杜月笙は蔣介石に従い脱出したが張嘯林はそのまま留まり日本に協力し、自分の地位を固めようとした。そのため杜月笙の放った刺客によって暗殺された。

## 関連書籍
- 沈寂 『上海の顔役たち』 徳間書店、1989年 ISBN 978-4195989340